# Traysia
Traysia é um jogo eletrônico estilo RPG/Estratégia criado para o antigo console Mega Drive. Traysia no caso é o nome da amada do protagonista, cujo nome é Roy. Este último sai numa viagem para guerrear. É um jogo muito raro devido ao pequeno número de cartuchos colocados a venda na época e é vendido a preços altos em leilões na internet hoje me dia. Foi Lançado em 1992.